# Edgard Van Oudenhove
Edgard Marie Henri Frans Van Oudenhove, né le 2 novembre 1894 à Denderhoutem et mort le 16 octobre 1960 à Erembodegem, est un homme politique belge, membre du parti catholique. 
Van Oudenhove fut candidat notaire (Université catholique de Louvain, 1921) et notaire.
Il fut élu conseiller communal (1926-53) et bourgmestre (1927-53) de Denderhautem; conseiller provincial de la province de Flandre-Orientale (1938-46); sénateur de l'arrondissement d'Audenarde-Alost (1946-49; 1950-60).
Il fut créé chevalier de l'ordre de Léopold.

## Généalogie
- Il est fils de August, notaire et Mme Eeman.
- Il se maria en 1921.
- Il eut 7 enfants: Maria (°1923), Augusta (°1927), Joseph (°1930), Antoon (°1932), Maria (°1939), Fernand (°1936), Godelieve (°1939).

## Source
- Bio sur ODIS